# HR 8799 b
HR 8799 b è un pianeta extrasolare che orbita attorno alla stella bianca di sequenza principale HR 8799, situata nella costellazione di Pegaso a 129 anni luce dal sistema solare. È il pianeta più esterno del sistema planetario.

## Caratteristiche

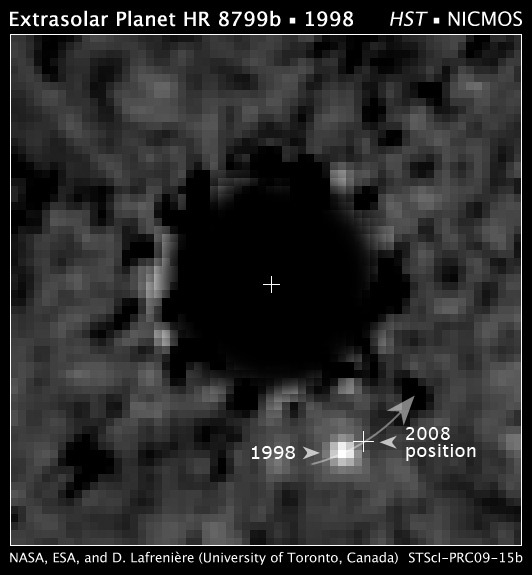
Il pianeta HR 8799 b ripreso dal telescopio Hubble nel 1998.

La massa del pianeta è compresa tra le 4 e le 10 volte quella di Giove, con un raggio dal 10 al 30% superiore rispetto a quello del gigante del sistema solare. Il pianeta orbita ad una distanza media dalla stella madre di circa 68 UA (a 7 UA dal bordo più interno della cintura asteroidale), con un'eccentricità orbitale ancora sconosciuta ed un periodo stimato in 460 anni.
Assieme agli altri due pianeti del sistema, c e d, HR 8799 b è stato scoperto il 13 novembre 2008 tramite i telescopi Keck e Gemini Nord, nelle Hawaii, che hanno consentito l'osservazione diretta dei corpi celesti.

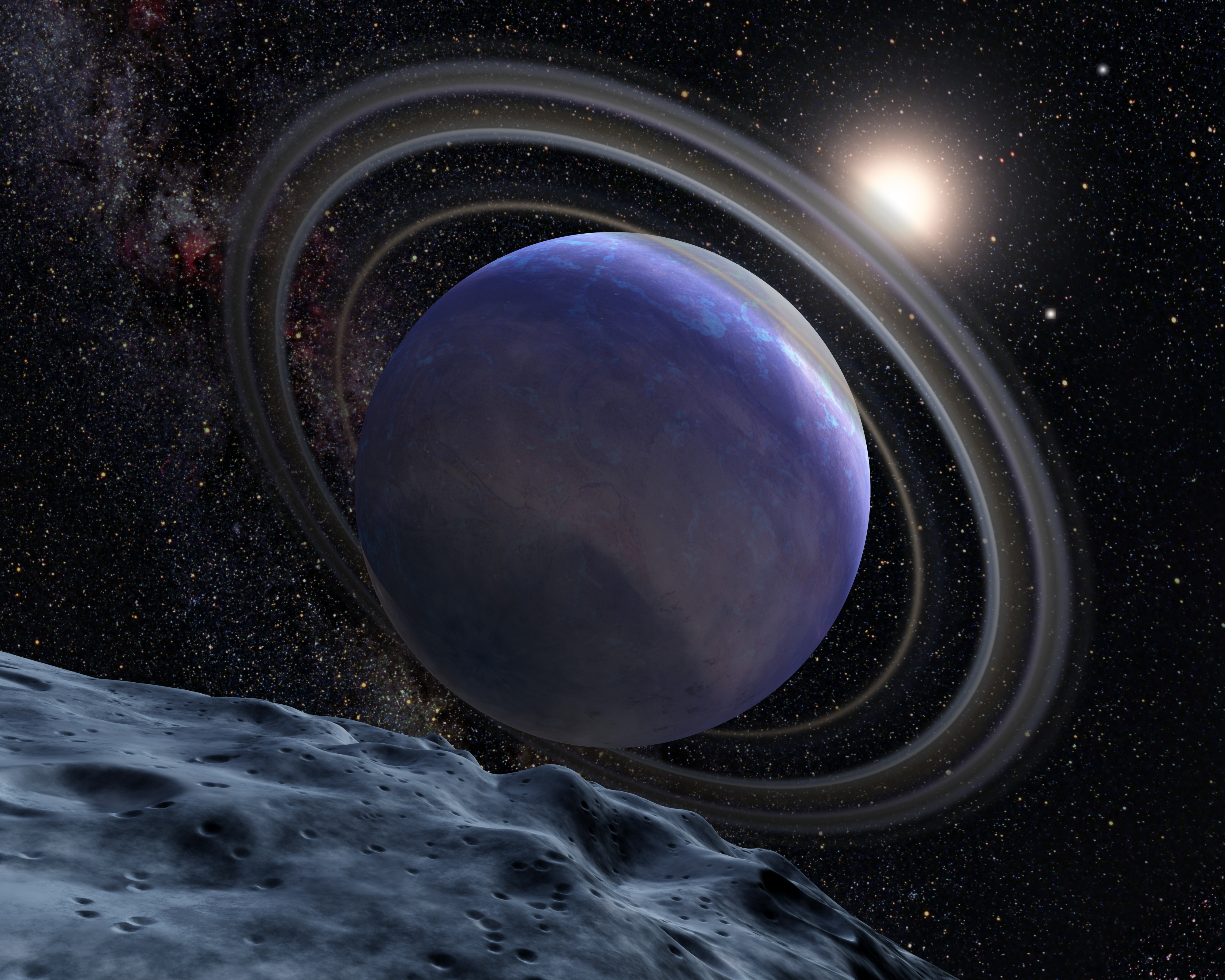
Immagine artistica di HR 8799b (NASA)

Nel 2009 si è tuttavia scoperto che il telescopio spaziale Hubble aveva già ripreso HR 8799 b undici anni prima, nel 1998, suggerendo dunque che numerosi altri esopianeti potrebbero essere individuati semplicemente analizzando gli archivi fotografici del telescopio.